# Loi de programmation militaire
Une loi de programmation militaire (LPM) est, dans les finances publiques françaises, une loi visant à établir une programmation pluriannuelle des dépenses que l'État consacre à ses forces armées. Les lois de programmation militaire ont des durées d'application de quatre, cinq ou six ans. Depuis 2003, les LPM couvrent des périodes de six ans.

## Définition
Une loi de programmation militaire a pour objet de déterminer, pour une durée de plusieurs années, le montant et l'affectation des crédits de l'État en matière de dépenses militaires.
Le principe d'annualité budgétaire constitue l'un des fondements du droit budgétaire français. Énoncé à l'article 2 de l'ordonnance no 59-2 du 2 janvier 1959 portant loi organique relative aux lois de finances, il a été repris à l'article premier de la loi organique no 2001-692 du 1er août 2001 relative aux lois de finances.
Ce principe est incompatible avec la nécessaire programmation à long terme de certaines dépenses, en particulier des dépenses militaires. C'est pour cette raison que le Parlement français vote depuis 1960 des lois de programme d'abord, puis, à partir de 1976, des lois de programmation militaire, qui déterminent les ressources que le pays entend consacrer à sa défense au cours des années suivantes.
Compte tenu du principe d'annualité budgétaire et de la primauté des lois de finances sur les engagements pluriannuels de l'État, la mise en œuvre des lois de programmation militaire est subordonnée à la transposition de celles-ci dans les lois de finances annuelles. Or, cette transposition est difficile, notamment pour des raisons techniques, liées à la durée de plus en plus longue des programmes d'armement. L'exécution des lois de programmation militaire apparaît donc d'autant plus imparfaite que le terme de celles-ci est lointain. Un meilleur ajustement entre la programmation et la budgétisation des dépenses militaires, c'est-à-dire entre les lois de programmation militaire et les lois de finances, apparaît donc souhaitable et justifie l'étude de la programmation des dépenses militaires dans les pays étrangers.

## Historique

### Loi de programmation militaire 1997-2002
Cette loi de programmation militaire (LPM), préparée par le gouvernement Juppé n'a pas été respectée. Votée en juillet 1996, la programmation prévoyait initialement d'allouer 185 milliards de francs 1995 (28,20 milliards d'euros) de crédits budgétaires par année, réévalué chaque année pour suivre l'indice des prix à la consommation. Dans le détail 99 milliards (15,09) pour le titre III (dépenses de fonctionnement) et 86 milliards (13,11) pour les titres V et VI (dépenses d'investissement et d'intervention).
Le gouvernement Jospin, né de l'alternance des élections législatives de 1997, engage dès 1998 une « revue des programmes » qui crée une « encoche » dans le niveau des ressources prévues initialement. Les annulations de crédits se sont succédé dans les années qui ont suivi pour atteindre un sixième du montant total de la LPM (soit l'équivalent d'une annuité complète). Les dépenses de défense chutent de 15 % entre 1996 et 2001 qui représente le point bas de la programmation, elles ne représentaient plus que 2,5 % du PIB contre 3 % en 1996.
|                                                                 | 1997   | 1998   | 1999   | 2000   | 2001   | 2002   |
| --------------------------------------------------------------- | ------ | ------ | ------ | ------ | ------ | ------ |
| Montant inscrit dans la LPM                                     | 14,218 | 14,218 | 14,218 | 14,218 | 14,218 | 14,218 |
| Montant après la RDP                                            | 14,218 | 14,218 | 13,552 | 13,552 | 13,552 | 13,552 |
| Montant inscrit dans la LFI                                     | 14,271 | 12,909 | 13,643 | 13,041 | 12,821 | 12,857 |
| Exécution budgétaire                                            | 13,408 | 12,195 | 12,244 | 12,361 | 12,238 | NC     |
| Écart entre la prévision LPM initiale et l'exécution budgétaire | -0,810 | -2,202 | -1,974 | -1,857 | -1,980 | NC     |

### Loi de programmation militaire 2003-2008
La tendance à la dégradation du budget de la Défense s'interrompt en 2001-2002 sous le coup de deux événements majeurs : les attentats du 11 septembre 2001 et l'alternance politique née de l'élection présidentielle puis des législatives en 2002. Le budget de la Défense se stabilise dès 2002 avec la suspension des annulations de crédits.
Ensuite, la LPM préparée par le gouvernement Raffarin couvrant les années 2003 à 2008 opère un redressement financier significatif par rapport à la LPM précédente. Son exécution financière a été jugée « très satisfaisante » notamment comparée à l'exécution très médiocre de la LPM 1997-2002. Cette LPM a notamment opéré un redressement significatif des dépenses d'équipements qui ré-atteignent leur niveau de 1996.
|                                                        | 2003  | 2004  | 2005  | 2006  | 2007  | 2008  |
| ------------------------------------------------------ | ----- | ----- | ----- | ----- | ----- | ----- |
| Montant actualisé inscrit dans la LPM                  | 13,65 | 14,82 | 15,16 | 15,52 | 15,88 | 16,25 |
| Montant inscrit dans la LFI                            | 13,55 | 14,80 | 15,08 | 15,45 | 15,73 | 15,78 |
| Exécution budgétaire                                   | 13,17 | 13,71 | 15,55 | 15,87 | 15,46 | NC    |
| Écart entre la prévision LPM et l'exécution budgétaire | -0,48 | -1,11 | +0,39 | +0,35 | -0,42 | NC    |

### Loi de programmation militaire 2009-2014
Le vote de la LPM couvrant les années 2009 à 2014 fait suite à la parution en 2008 d'un livre blanc sur la défense et la sécurité nationale (le troisième sous la Ve République après celui de 1972 et de 1994). Ce dernier proposait une revue globale de la stratégie de défense française et fixait des objectifs ambitieux appuyés par un important effort financier. La crise économique mondiale, qui dégrade l'état des finances publiques, contrarie cette ambition.
Une importante modification de structure intervient avec le vote de la LPM 2009-2014 qui couvre l'intégralité des dépenses relatives à la Défense et non seulement les dépenses des titres V et VI (dépenses d'investissement et en capital) comme les LPM précédentes mais aussi le titre III (dépenses de fonctionnement).
La LPM 2009-2014 prévoit une moyenne de 31 milliards d'euros de crédits par année sur la période 2009-2014, soit un montant 15 % supérieur à celui de la dernière année de la LPM précédente. Cette LPM consacre un redéploiement des moyens en faveur des dépenses d'équipement : il est estimé que celles-ci doivent représenter 57 % des dépenses totales en 2014 (contre 50 % en 2008). A contrario, la part des autres dépenses (personnel et fonctionnement) est progressivement réduite par le biais de rationalisation des moyens et suppression d'effectifs.
|                             | 2009  | 2010  | 2011  | 2012  | 2013  | 2014  |
| --------------------------- | ----- | ----- | ----- | ----- | ----- | ----- |
| Mission « Défense »         | 29,65 | 29,65 | 29,55 | 30,19 | 30,56 | 30,90 |
| Mission « Plan de relance » | 0,97  | 0,74  | —     | —     | —     | —     |
| Ressources exceptionnelles  | 1,61  | 1,22  | 0,54  | 0,20  | 0,10  | —     |
| Ressources totales          | 32,22 | 31,60 | 30,10 | 30,39 | 30,66 | 30,90 |

La LPM tient compte des crédits de la mission « Plan de relance » qui ont été instaurés par la loi de finance rectificative du 4 février 2009 en réponse à la crise économique. Répartis sur 2009 et 2010, ils revêtent un caractère exceptionnel et n'ont pas vocation à être pérennisés. Ces dotations qui s'élèvent à 1,755 milliard d'euros servent au financement de divers projets:
- L'augmentation de l'effort de recherche (110 millions d'euros)
- L'accélération du renouvellement des équipements (1 425 millions)
- Le programme immobilier de la Défense (220 millions)

### Loi de programmation militaire 2014-2019
Le 10 juillet 2014, le ministère de la Défense affirme que la trajectoire budgétaire définie par la LPM représente un total de 190 milliards d'euros de crédits jusqu'en 2019, soit 31,4 milliards par an. La loi de programmation militaire couvrant les années 2014 à 2019 fait suite à la parution d'un livre blanc sur la défense et la sécurité nationale paru le 29 avril 2013. Cette loi de programmation militaire est bouleversée par le contexte d'attentats en France à partir de l'année 2015.

#### Actualisation de la LPM en 2015 à la suite des attentats de 2015
Le président de la République de l'époque, François Hollande, demande dès le début de l'année 2015 une actualisation de la loi de programmation militaire pour prendre en compte l'évolution du contexte stratégique. L'opération Sentinelle déployée sur le territoire national pour le renforcement de la sécurité des lieux publics est ainsi lancée le 12 janvier 2015. Puis, à la suite des attentats du 13 novembre, le chef de l'État annonce devant le Congrès du Parlement réuni à Versailles le 16 novembre 2015 l'arrêt des diminutions d'effectifs du ministère de la Défense au moins jusqu'en 2019.
|                       |                            | 2014  | 2015  | 2016  | 2017  | 2018  | 2019  |
| --------------------- | -------------------------- | ----- | ----- | ----- | ----- | ----- | ----- |
| LPM initiale          | Crédits de paiement        | 29,61 | 29,61 | 30,13 | 30,65 | 31,50 | 32,36 |
| LPM initiale          | Ressources exceptionnelles | 1,77  | 1,77  | 1,25  | 0,91  | 0,28  | 0,15  |
| LPM initiale          | Ressources totales         | 31,37 | 31,37 | 31,38 | 31,56 | 31,78 | 32,51 |
| Actualisation de 2015 | Crédits de paiement        | —     | 31,15 | 31,73 | 32,11 | 32,62 | 33,87 |
| Actualisation de 2015 | Ressources exceptionnelles | —     | 0,23  | 0,25  | 0,15  | 0,15  | 0,15  |
| Actualisation de 2015 | Ressources totales         | —     | 31,38 | 31,98 | 32,26 | 32,77 | 34,02 |
| Évolution             | Évolution                  | —     | +0,01 | +0,60 | +0,70 | +0,99 | +1,51 |

#### Polémique de l'été 2017 sur le budget de la Défense
Le gouvernement annonce en juillet 2017 une coupe de 850 millions d'euros dans le budget de l'armée pour l'année 2017. Cette coupe s'inscrit en décalage par rapport aux promesses électorales d'Emmanuel Macron qui avait répété pendant toute la campagne électorale vouloir augmenter le budget de la Défense jusqu'à atteindre 2 % du PIB.
Justifiée par des impératifs budgétaires, notamment la nécessité de faire passer le déficit public sous la barre des 3 % dès 2017, cette coupe est particulièrement mal reçue par les armées, à commencer par le chef d'État-Major des armées, le général Pierre de Villiers. Ce dernier critique vivement ces coupes au cours d'une audition le 12 juillet au Sénat, en principe à huis clos, mais dont le contenu fuite dans la presse dans les jours qui suivent. La démission, historique, du général de Villiers le 19 juillet provoque une onde de choc dans l'opinion publique. Le Premier ministre Édouard Philippe annonce en septembre 2017 une forte hausse du budget de la Défense pour l'année 2018,. La loi no 2017-1837 du 30 décembre 2017 de finances pour 2018 traduit dans les faits une augmentation de 1,8 milliard d'euros du budget de la mission « Défense ».

### Loi de programmation militaire 2019-2025
Le projet de loi de programmation militaire 2019-2025 est rendu public en février 2018. Il fixe les orientations relatives à la politique de défense et trace une trajectoire de programmation des moyens militaires pour la période 2019-2025. Il précise les orientations en matière d’équipement des armées à l’horizon 2030, les traduit en besoins financiers jusqu’en 2025 et en ressources budgétaires jusqu’en 2023.
La commission de la défense nationale et des forces armées de l'Assemblée nationale en effectue l'examen en mars 2018. Le projet de LPM s'appuie sur les conclusions de la Revue stratégique de défense et de sécurité nationale conduite fin 2017.
La loi de programmation militaire est promulguée le 14 juillet 2018. Elle fixe l'objectif de porter l'effort national de défense à hauteur de 2 % du produit intérieur brut au terme de la période, en 2025.
| LPM initiale        | Budget 2018 (Hors LPM) | 2019    | 2020    | 2021    | 2022    | 2023    | Total 2019-2023 |
| ------------------- | ---------------------- | ------- | ------- | ------- | ------- | ------- | --------------- |
| Crédits de paiement | 34,2                   | 35,9    | 37.5    | 39.2    | 41,0    | 44,0    | 197,8           |
| Évolution           | —                      | +4,97 % | +4,73 % | +4,52 % | +4,33 % | +7,32 % | —               |

Ces crédits de paiement n'incluent pas les sommes budgétisées chaque année pour le CAS « Pensions » qui représentent 8,43 Md€ dans le budget 2018 de la mission « Défense ».

### Loi de programmation militaire 2024-2030
La loi de programmation militaire est promulguée le 1er août 2023.
|                     | 2024 | 2025 | 2026 | 2027 | 2028 | 2029 | 2030 | Total 2024-2030 |
| ------------------- | ---- | ---- | ---- | ---- | ---- | ---- | ---- | --------------- |
| Mission « Défense » | 47,2 | 50,5 | 53,7 | 56,9 | 60,4 | 63,9 | 67,4 | 400             |